# Urassaya Sperbund
Urassaya Sperbund (em tailandês:  อุรัสยา เสปอร์บันด์; nascida em 18 de março de 1993) também conhecida como Yaya, é uma atriz e modelo tailandesa. Ela iniciou sua carreira na atuação em 2008, dentre seus trabalhos mais notáveis na televisão estão Duang Jai Akkanee (2010), Kleun Cheewit (2017) e Likit Ruk (2018).

## Vida pessoal
Urassaya Sperbund nasceu em 18 de março de 1993 em Pattaya, Chonburi, Tailândia. Ela é a filha mais nova de Sigurd Sperbund e Urai Sperbund e possui descendência tailandesa e norueguesa. Sperbund é fluente em tailandês, inglês e 
norueguês e também fala francês e espanhol, apesar de não fluente. Ela iniciou sua carreira na industria do entretenimento como modelo e passou a dedicar-se a atuação em sua adolescência.
Sperbund se formou na Universidade de Chulalongkorn com o Bacharelado em Artes no ano de 2015.

## Carreira
Após ser descoberta por P'Tue e assinar um contrato com a Channel 3, Sperbund que estudava em escola internacional e utilizava o inglês para comunicar-se entre seus colegas, dedicou-se a aprender a língua tailandesa, contratando um tutor e tendo aulas extras após a escola. Aos quinze anos, estreou como atriz em Peun See Long Hon (2008), porém somente em 2010, ganhou popularidade ao interpretar Jeed em Duang Jai Akkanee.
Sperbund estabilizou ainda mais suas habilidades de atuação e posição na indústria do entretenimento com seus papéis em diversos dramas. Ela também realizou campanhas publicitárias para diversas marcas famosas, incluindo Maybelline, Pantene e Uniqlo.. Ela é a primeira atriz tailandesa a receber o título de "Amiga da Louis Vuitton" e tornou-se a primeira celebridade da Tailândia a receber destaque na Vogue estadunidense.

## Filmografia

### Cinema
| Ano  | Título              | Papel | Notas                      |
| ---- | ------------------- | ----- | -------------------------- |
| 2018 | Brother of the Year | Jane  | filme de comédia romântica |
| 2018 | Nakee The Movie     | Soi   | filme histórico            |

### Televisão
| Ano  | Título Original            | Título em Inglês                 | Papel                                     | Emissora  |
| ---- | -------------------------- | -------------------------------- | ----------------------------------------- | --------- |
| 2008 | Peun See Long Hon          | Invisible Friend                 | Som                                       | Channel 3 |
| 2010 | Kularb Rai Narm            | Rose Without Thorns              | Nucharee                                  | Channel 3 |
| 2010 | Thara Himalaya             | Water of Himalaya                | Ajjima Potsawat / Jeed                    | Channel 3 |
| 2010 | Duang Jai Akkanee          | Akkanee's Heart                  | Ajjima Potsawat / Jeed                    | Channel 3 |
| 2010 | Wayupak Montra             | Wayupak's Enchantment            | Ajjima Potsawat / Jeed                    | Channel 3 |
| 2011 | Tawan Deard                | Boiling Sun                      | Phet Roong                                | Channel 3 |
| 2011 | Game Rai Game Rak          | Evil Game, Love Game             | Fahlada / Nang Fah                        | Channel 3 |
| 2012 | Torranee Ni Nee Krai Krong | Who Does This Earth Belong To?   | Darunee                                   | Channel 3 |
| 2013 | Maya Tawan                 | Illusions of Tawan               | Mattana                                   | Channel 3 |
| 2013 | Dao Raung                  | Marigold                         | Dao Raung                                 | Channel 3 |
| 2014 | Roy Ruk Hak Liam Tawan     | The Rising Sun                   | Mayumi Takahashi                          | Channel 3 |
| 2014 | Roy Fun Tawan Deard        | The Rising Sun Part 2            | Mayumi Takahashi                          | Channel 3 |
| 2015 | Neung Nai Suang            | Only You in My Heart             | Hatairach/Poom                            | Channel 3 |
| 2017 | Kleun Cheewit              | Life Wave                        | Jeerawat/Jee                              | Channel 3 |
| 2017 | Leh Lub Salub Rarng        | Secret Trick While Bodies Switch | Petra Pawadee                             | Channel 3 |
| 2018 | Likit Ruk                  | The Crown Princess               | Princesa Alice Madeleine Theresa Phillips | Channel 3 |
| 2019 | Klin Kasalong              | The Scent of Memory              | Kasalong / Songpeep / Pimpisa / Pimmada   | Channel 3 |

## Discografia

### Singles
| Ano  | Título                                           | Notas                             |
| ---- | ------------------------------------------------ | --------------------------------- |
| 2011 | นาฬิกาตาย                                         | OST de Tawan Deard                |
| 2012 | อาการรัก                                          | OST de Torranee Ni Nee Krai Krong |
| 2012 | ซัมเมอร์นี้ต้องมีเลย์ featuring Nadech Kugimiya         | OST de Torranee Ni Nee Krai Krong |
| 2012 | เปลี่ยน                                            |                                   |
| 2013 | เลย์ซัมเมอร์ - featuring Nadech Kugimiya            |                                   |
| 2013 | เข้าถึงใจทหารตำรวจไทย                              |                                   |
| 2013 | อยากบอกรัก - featuring Harin Sutamjarat           |                                   |
| 2013 | อยากบอกรัก - featuring Harin Sutamjarat           | The Richman Toy and Gan The Jukks |
| 2014 | เลย์ซัมเมอร์ - featuring Nadech Kugimiya            |                                   |
| 2014 | ใครหนอ                                           |                                   |
| 2014 | แล้วเราจะได้รักกันไหม - featuring Nadech Kugimiya    | OST de Roy Fun Tawan Duerd        |
| 2015 | จูบ - featuring Jirayu Tangsrisuk                 | OST de Neung Nai Suang            |
| 2016 | Happy Birthday ช่อง 3 - featuring Nadech Kugimiya |                                   |
| 2017 | Make It Happen                                   | Daboyway X Yaya                   |
| 2019 | ทัชที่ดีต่อใจ                                         | Klear x Yaya                      |